# كوفي نيت بواكي
كوفي نيت بواكي (بالإنجليزية: Kofi Nti Boakye)‏ (5 أبريل 1987 بغانا - ) هو لاعب كرة قدم غاني في مركز الهجوم . شارك مع منتخب غانا لكرة القدم. أما مع النوادي، فقد لعب مع نادي هارت أوف ليونز وليبرتي بروفشنالز ‏.

## وصلات خارجية
- كوفي نيت بواكي على موقع قاعدة بيانات كرة القدم.إي يو (الإنجليزية)
- كوفي نيت بواكي على موقع ناشيونال فوتبول تيمز (الإنجليزية)
- كوفي نيت بواكي على موقع Soccerway.com (الإنجليزية)